# جيمس يونغ (سياسي)
جيمس يونغ (بالإنجليزية: James Young)‏ هو محامي وسياسي أمريكي، ولد في 18 يوليو 1866 في الولايات المتحدة، وتوفي في 29 أبريل 1942 في نفس البلد. حزبياً، نشط في الحزب الديمقراطي. وقد انتخب عضو مجلس النواب الأمريكي.